# Reuth (Vogtland)
Reuth is een dorp en voormalige gemeente  in de Duitse deelstaat Saksen. Het dorp maakt sinds 2017 deel uit van de gemeente Weischlitz in het Vogtlandkreis.
Reuth telt  inwoners.